# Großschönau (Austria)
Großschönau – gmina targowa w Austrii, w kraju związkowym Dolna Austria, w powiecie Gmünd, w rejonie Waldviertel. Według Austriackiego Urzędu Statystycznego liczyła 1 238 mieszkańców (1 stycznia 2014).